# جورجيا وليامز
جورجيا وليامز (بالإنجليزية: Georgia Williams) هي دراجة نيوزيلندية، ولدت في 25 أغسطس 1993 في تاكابونا ‏ في نيوزيلندا.

## وصلات خارجية
- جورجيا وليامز على موقع الاتحاد الدولي للدراجات (الإنجليزية)
- جورجيا وليامز على موقع أرشيف الدراجات (الإنجليزية)
- جورجيا وليامز على موقع إحصائيات الدراجات الإحترافية (الإنجليزية)
- جورجيا وليامز على موقع نسبة الدراجات (الإنجليزية)
- جورجيا وليامز على موقع اللجنة الأولمبية الدولية (الإنجليزية)
- جورجيا وليامز على موقع اللجنة الأولمبية النيوزيلندية (الإنجليزية)
- جورجيا وليامز على موقع اتحاد ألعاب الكومنولث (مؤرشف) (الإنجليزية)